# Bruno Golecki
Bruno Golecki (* 13. April 1913 in Nakel an der Netze; † 7. September 1988 in Berlin) war ein deutscher Ingenieur, der in der Raketentechnik sowie in der Steuerungs- und Regelungstechnik wirkte. Er entwickelte für die Sowjetunion die Steuerung eines Raketensystems zur Luftabwehr, wofür er 1953 den Stalinpreis erhielt.

## Leben
1928 bis 1930 absolvierte er eine Elektrikerlehre und besuchte von 1931 bis 1934 die Ingenieurschule Mittweida. 1933 trat er in die NSDAP ein und war ab 1934 im Arbeitsdienst im Elektrizitätswerk Sonneberg in Thüringen (als Akquisiteur). Ab 1935 war er Schaltingenieur bei Siemens (Apparate- und Maschinenwerk Berlin-Marienfelde) und ab 1936 bei Voigt und Haeffner in Frankfurt am Main. 1937/38 war er selbständiger Konstrukteur bei der Firma Bosch in Stuttgart. 1939 bis 1945 war er im Luftfahrtgerätewerk (LGW) von Siemens und Halske in Berlin-Hakenfelde als Laboringenieur. Im Juli 1945 wurde er verhaftet und kam in das Speziallager Sachsenhausen der sowjetischen Besatzung unter dem Vorwurf Blockwart gewesen zu sein. Im November 1947 kam er als technischer Spezialist in die Sowjetunion und arbeitete dort an Raketensteuerungen für die Luftabwehr. 1952 war er bei der Erprobung der Luftabwehrrakete S-25 Berkut in Kapustin Jar als einer von wenigen Deutschen dabei. 1953 erhielt er mit seinem Mitarbeiter Wilhelm Fischer den Stalinpreis (als einzige deutsche Raketentechniker in sowjetischen Diensten).
Golecki und Fischer gehörten zu einer kleinen deutschen Gruppe in der rund 100-köpfigen fast komplett sowjetischen Spezialistengruppe, die die Raketensteuerung entwickelte und die Golecki leitete. Das war umso bemerkenswerter, als ansonsten deutsche und sowjetische Wissenschaftler in der Sowjetunion getrennt an den Problemen arbeiteten und Informationen über technische Fortschritte meist nur in Richtung der sowjetischen Stellen flossen. Seine Frau und seine vier Kinder blieben während dieser Zeit in der DDR, was auch ungewöhnlich war, da die meisten deutschen Spezialisten in der Sowjetunion ihre Familien mitnahmen. Er gehörte allerdings in Tuschino zur Gruppe der politischen Gefangenen, nach der Farbe ihres Busses Die Blauen genannt. Erst ab 1951 konnte er seiner Familie aus der Sowjetunion Geld schicken.

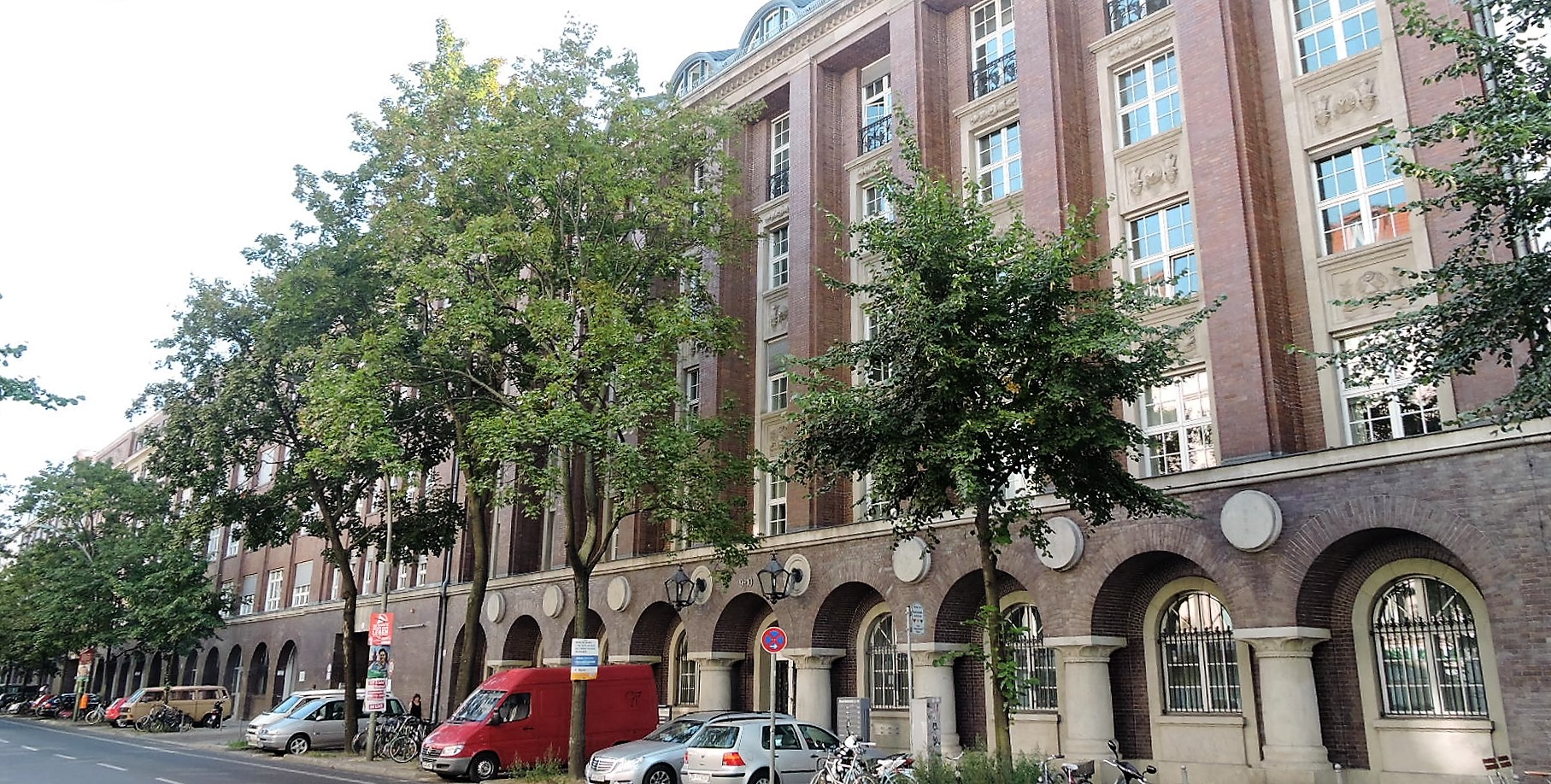
Wissenschaftlich-Technisches Büro für Gerätebau (WTBG), danach Institut für Regelungstechnik (IfR), Berlin-Friedrichshain, Neue Bahnhofstraße 9–17 (bis 1968)

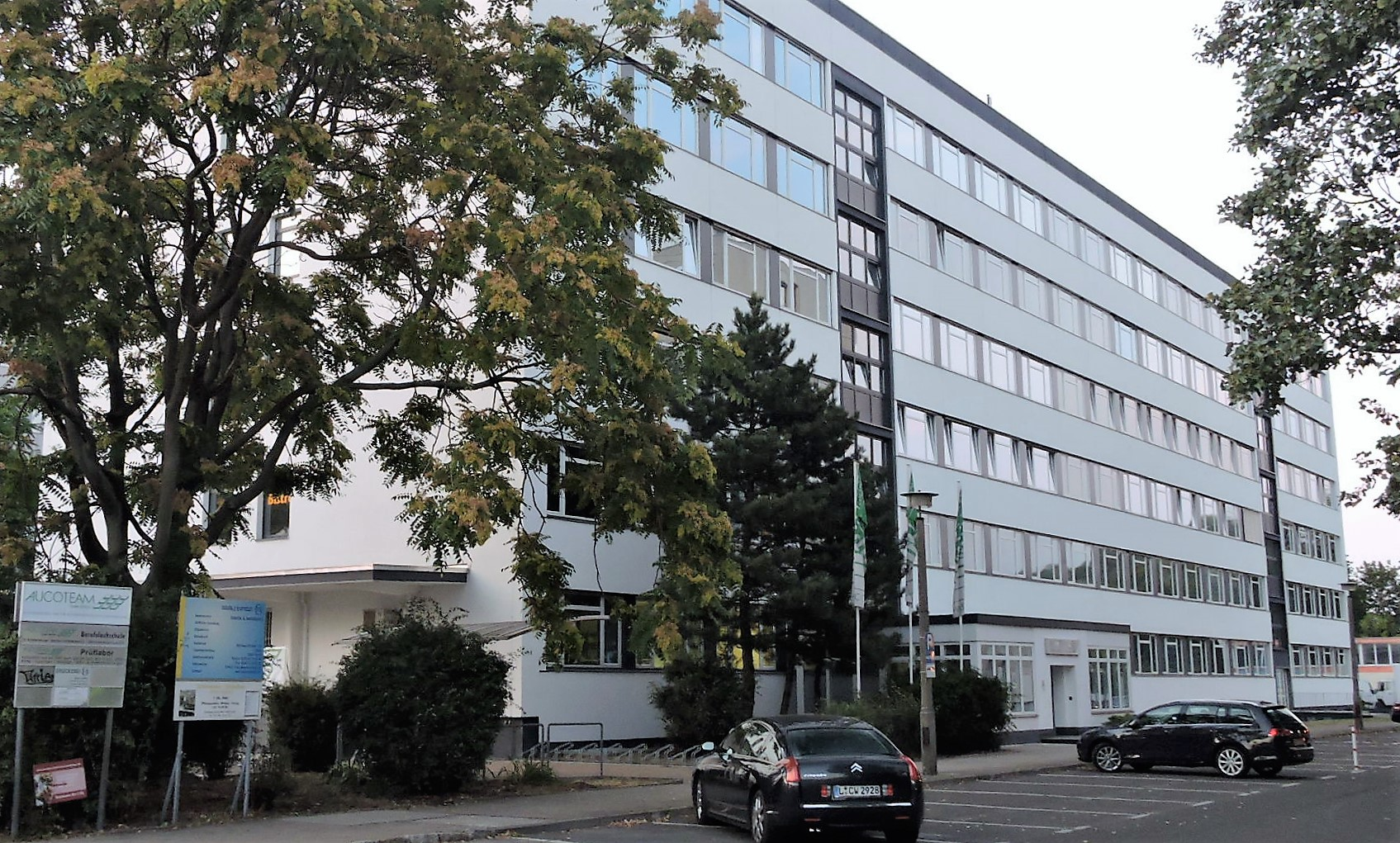
Institut für Regelungstechnik (IfR), Berlin-Prenzlauer Berg, Storkower Straße 115A (1968–1991, danach AUCOTEAM)

Er kehrte 1956 in die DDR zurück und leitete die Entwicklung (ab 1958 als Technischer Direktor) im VEB Wissenschaftlich-Technisches Büro für Gerätebau (WTBG) in Berlin, später umbenannt in Institut für Regelungstechnik (IfR). Ab 1964 leitete er dort die Abteilung Konstruktion und Standardisierung und ab 1965 leitete er die Abteilung Grundlagenkonstruktion und war Chefkonstrukteur der Abteilung Systemtechnik des IfR. Aus seinen Konstruktionsarbeiten sind mehrere Generationen von standardisierten Gefäßsystemen für die Automatisierungsindustrie hervorgegangen: WTBG, UEB und ursamat.
In seiner Funktion als Abteilungsleiter wurde Golecki etwa im Jahre 1968 durch seinen Mitarbeiter Rudi Emer abgelöst.
In der DDR arbeitete Golecki an Steuerungstechnik für die Industrie. 1963 erhielt er in der sowjetischen Botschaft in Berlin den Staatspreis der UdSSR als Ersatz für den Stalinpreis. Im Jahre 1978 wurde er pensioniert.
Golecki liegt wie andere DDR-Prominenz auf dem Friedhof von Eichwalde begraben.

## Andere Gruppen deutscher Spezialisten für Raketensteuerung in der Sowjetunion
Ebenfalls an Verfahren zur Raketensteuerung mit Funk arbeitete Josef Eitzenberger, unter anderem für Raketen gegen Schiffe und an optischen Suchköpfen mit Bildübertragung (beteiligt waren auch Werner Buschbeck und Helmut Faulstich). Sie arbeiteten getrennt von der Gruppe um Golecki, wohnten aber später auch in Tuschino. Eitzenberger arbeitete im Raketen-Forschungszentrum Monino bei Moskau und ging später nach Westdeutschland (wo er ab 1968 zwei Jahre wegen Spionageverdachts in Haft war), ebenso wie Wilhelm Fischer (der aus der Gruppe von Golecki kam). Beide waren am Battelle-Institut in Frankfurt am Main. Fischer leitete dort die Abteilung Elektrotechnik. Den Stalinpreis erhielt Fischer speziell für einen Miniatur-Elektromotor in der Raketensteuerung. Eine weitere Gruppe deutscher Spezialisten um Johannes Hoch (auch Hans oder Johann Hoch), die sich ebenfalls mit Raketenlenktechnik befasste, arbeitete anfangs auf Gorodomlja, einer Insel im Seligersee. Wie die anderen Gruppen wurden sie 1950 in die Umgebung von Moskau verlegt (erst nach Kunzewo, ab 1951 nach Tuschino).
Christoph Mick hat später in einem Buch die Tätigkeit der Gruppe Luftabwehr-Raketen unter Betonung der Leitungsfunktion von Johann Hoch zusammengefasst (sowie von Eitzenberger, Buschbeck und Waldemar Möller). Hoch war ein begabter Theoretiker und Ingenieur, dem es gelang, die Zielgenauigkeit von deutschen Raketen (den A4, besser bekannt als V2-Raketen) bei den ersten Tests in der Sowjetunion erheblich zu verbessern. Diese deutschen Raketen wurden nach Kriegsende von 1945 bis Herbst 1946 in Bleicherode/Harz in dem von der sowjetischen Besatzungsmacht gegründeten „Institut Rabe“ (Raketenbau) unter Chefkonstrukteur und dem späteren Vater der sowjetischen Raumfahrt Sergei Pawlowitsch Koroljow nachgebaut, wobei Heinrich Wilhelmi für die Raketensteuerung verantwortlich war. Hoch entwarf hierzu in der Sowjetunion eine verbesserte Analogcomputer-Baugruppe zur Bahnberechnung als Teil der Raketensteuerung, und er wurde der Nachfolger von Helmut Gröttrup, dem früheren Schöpfer der Leit- und Steuerungstechnik für die A4 und Mitglied in der deutschen Raketenspezialisten-Gruppe in Gorodomlja. Sergei Beria, der Sohn des Geheimdienstchefs Lawrenti Beria, der als leitender Ingenieur in der russischen Gruppe zur Luftabwehr mit Raketen war, wurde daher auf ihn aufmerksam und sorgte dafür, dass er mit anderen deutschen Spezialisten ebenfalls zur Gruppe für Luftabwehrraketen kam.
Während die geheime Arbeit der anderen deutschen Raketenfachleute im Oktober 1951 eingestellt wurde und daraufhin ihre Rückreise vorbereitet wurde, blieben die Mitglieder der Hoch-Gruppe, die Luftabwehrraketen entwickelten (Codename A-She, die konkurrierende russische Gruppe war B-She), mit vierjährigen Arbeitsverträgen. Hoch setzte sich nach Mick gegen die sowjetische Konkurrenzgruppe durch und im Februar 1952 wurde das Projekt genehmigt. Die Konstruktionszeichnungen wurden aber im Frühjahr 1953 den Deutschen weggenommen, in rein sowjetische Hände übergeben und die Spezialisten nur noch mit nachrangigen Aufgaben beschäftigt. Sie wurden von ihren sowjetischen Kollegen isoliert, nach Suchumi gebracht (wo zuvor die deutschen Atomexperten waren) und 1956 bis 1958 wieder nach Deutschland zurückgeführt.
Auch in den Erinnerungen von Boris Jewsejewitsch Tschertok (Chertok) wird Golecki nicht erwähnt. Einer der russischen Hauptentwickler des Berkut-Systems war Georgi Nikolajewitsch Babakin.
In den Erinnerungen von Kurt Berner erwähnt er auch Golecki, den er als Mann mit starken Nerven, hartem Willen und unbeugsamem Charakter schildert. Berner (* 1911) war Physiker und Experte für elektrische Schaltungen, der wie Golecki schon ab 1945 inhaftiert war (in Hohenschönhausen und Sachsenhausen) und bis 1958 in der Sowjetunion als Wissenschaftler im Raketenprogramm arbeitete. Nach Berner kam es Anfang 1951 zur Zusammenlegung der deutschen Spezialisten in der Raketensteuerung, wobei sich viele der Techniker und Ingenieure erstmals begegneten. Die geistige Leitung hatte nach Berner Eitzenberger mit seiner Gruppe (besonders Buschbeck, Möller und Faulstich). Das Entwicklungsziel war die Luftabwehr mit schon vorhandenen Raketen von 60 km Reichweite, von denen 25 gleichzeitig auf 25 verschiedene Ziele mit 90 % Treffergenauigkeit gelenkt werden sollten (bedient von jeweils einem Operator für 5 Raketen, die mit einem Steuerknüppel ein Fadenkreuz auf einem Bildschirm zum Ziel führten). Nach der zugestandenen einjährigen Entwicklungszeit setzte sich im Februar 1952 die deutsche Gruppe A-She gegen die russische Konkurrenz durch, da sie fast 100 % Treffergenauigkeit erreichte (B-She aber 90 % nicht garantieren konnte). Berner erwähnt auch, dass Golecki zu den wenigen deutschen Spezialisten gehörte, die auf dem Versuchsgelände an den Erprobungen des Systems teilnahmen, wobei ferngesteuerte Flugzeuge anvisiert wurden, bei einer Gelegenheit aber auch beinahe ein irrtümlich in die Flugverbotszone gelangtes bemanntes Flugzeug abgeschossen wurde. Es konnte sich nur retten, weil die Raketen nicht scharf waren, und der Pilot, der die Rakete trotz Sturzflugmanöver nicht abschütteln konnte, musste mit einem Nervenzusammenbruch ins Krankenhaus.
Berner erwähnt, dass Golecki und Willi Fischer 1952 den mit einer hohen Geldsumme verbundenen Stalinpreis erhielten (wobei sie die Geldsumme zu einem Vorzugs-Umtauschkurs nach Deutschland überweisen konnten), geht aber nicht näher darauf ein wofür. Im weiteren Verlauf des Jahres 1952 und Anfang 1953 wurde das System in modulare Einheiten aufgeteilt und die industrielle Massenproduktion vorbereitet. Damit endete die Arbeit der deutschen Spezialisten am Luftabwehrsystem. Die noch verbliebenen rund 100 deutschen Spezialisten, deren 1951 aufgezwungene vierjährige Arbeitsverträge 1955 ausliefen, mussten allerdings noch weitere Jahre (teilweise bis 1958) in der Sowjetunion verbleiben. Die Erinnerungen von Berner zeigen auch, dass die deutschen Spezialisten im Vergleich zum Lebensstandard sowjetischer Normalbürger oder sogar sowjetischer Kollegen im Allgemeinen gut behandelt (und bezahlt) wurden, auch wenn sie, wie im Fall von Berner, der anfangs zu den politischen Gefangenen zählte, starken Einschränkungen unterworfen waren was zum Beispiel die Kontakte betraf.